# Hüseyin Çelik

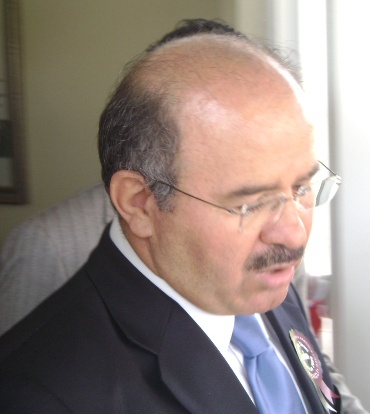
Hüseyin Çelik

Hüseyin Çelik (* 5. März 1959 im Landkreis Gürpınar, Provinz Van) ist ein türkischer Hochschulprofessor, Politiker und ehemaliger Bildungsminister.

## Leben
Hüseyin Çeliks Familie väterlicherseits sind arabische Einwanderer aus Tillo in Siirt und waren als Sayyids (Nachfahren des Propheten) eine geistlich einflussreiche Familie. Die Familie mütterlicherseits sind Kurden aus Van. Hüseyin Çelik absolvierte die Fakultät für Literatur und Türkische Sprache an der Universität İstanbul. Im Anschluss daran erhielt er seinen Master für türkische Literatur an der Yüzüncü Yıl Üniversitesi in Van und an der School of Oriental and African Studies einen Master für türkische Politik. Seine Doktorarbeit schrieb Çelik am Institut für Sozialwissenschaften (Bereich Neue Türkische Literatur) an der Universität İstanbul. 1997 wurde Çelik Dozent an der Yüzüncü Yıl Üniversitesi. Er war als Hochschulprofessor sowie als Bereichsleiter für Türkische Sprache und Literatur an derselben Universität tätig. Hüseyin Çelik veröffentlichte mehr als 15 Bücher im Themenbereich türkische Kultur sowie Politikgeschichte und Literatur.
Çelik ist verheiratet und Vater von drei Kindern.

## Politische Tätigkeit
Hüseyin Çelik ist Gründungsmitglied der Adalet ve Kalkınma Partisi (AKP). Çelik war Abgeordneter der AKP für die Provinz Van in der 21. und 22. Legislaturperiode der Großen Nationalversammlung der Türkei. Außerdem war er Kulturminister in der 58. Regierung der Republik Türkei Kabinett Gül, und in der 59. (I. Erdoğan Kabinett) Regierung der Republik Türkei war er Bildungsminister. Seine Nachfolgerin im Amt war nach einer Kabinettsumbildung seit dem 1. Mai 2009 Nimet Çubukçu.